# Афондаторе
„Афондаторе“ (на италиански: Affondatore) е броненосец от Реджа Марина (Кралските военноморски сили на Италия), първият италиански кораб с артилерия в кули. В битката при Лиса на 20 юли 1866 г. с австрийския флот (завършил с решителна победа на австрийците под командването на адмирал Вилхелм фон Тегетхоф), „Афондаторе“ е флагманския кораб на командващия флота, граф Карло Пелион ди Персано. Името на кораба може да се преведе като „потопяващ, потопител“.
Построен е във Великобритания, в корабостроителницата в Милуол (район на Лондон) по италианска поръчка от 1863 г. Кулите му са по проект на Купер Фипс Колз, известен британски корабостроител. В съответствие със съществуващата по това време гледнаточка за тактиката на морския бой, корабът е снабден с таран с дължина 7,8 м и в някои източници се класифицира като броненосен таран или таран с кули. Основното въоръжение на кораба състои от две нарезни дулнозарядни оръдия на фирмата „Армстронг“ с калибър 229 мм (в две еднооръдейни кули), като тежестта на снаряда е 300 фунта (136,2 кг). „Афондаторе“ също така има две гладкостволни оръдия стар образец и няколко малокалибрени оръдия. При построяването на кораба е отчетен опита от морските сражения на гражданската война в САЩ. Броненосецът има две мачти и получава ветрилно стъкмяване на шхуна (скосени платна).
Построяването на кораба се проточва значително, главно поради фалита на фирмата, която го строи и предаването на работата на друга британска фирма. „Афондаторе“ е спуснат на вода през 1865 г., ставайки най-съвременния и мощен италиански кораб, макар че, по някои данни, при изпитанията така и не успява да развие проектна скорост, а газенето се оказва над нормите.